# Чикунова, Евгения Игоревна
Евге́ния И́горевна Чикуно́ва (род. 17 ноября 2004, Санкт-Петербург) — российская пловчиха. Рекордсменка мира, чемпионка Европы на короткой воде, серебряный призер чемпионатов мира, многократная чемпионка России, чемпионка Европы и чемпионка мира среди юниоров. Заслуженный мастер спорта России.

## Карьера
На чемпионате России 2019 года на дистанции 200 метров брассом установила юношеский рекорд страны (2:22,67), опередив Марию Темникову и Юлию Ефимову. На дистанции 100 метров брассом стала пятой, а на 50 метрах одержала победу в зачёте возрастной категории 2002—2005 годов. По результатам первенства отобралась на чемпионат мира 2019 года, но вошла в состав сборной России как запасная.
В октябре 2020 года установила новый юношеский рекорд России на дистанции 50 метров брассом (30,81), улучшив прежнее достижение, принадлежавшее Юлии Ефимовой, на 0,19 секунд. В апреле 2021 года в 16 лет стала чемпионкой России на дистанции 100 метров брассом, опередив в финале Юлию Ефимову и Татьяну Белоногофф, а также получила право выступить на Олимпийских играх 2020.
В мае 2021 года на чемпионате Европы по водным видам спорта в комбинированной эстафете 4×100 метров завоевала серебряную медаль.
На Олимпийских играх 2020 года, которые проходили летом 2021 года в Токио, 16-летняя Чикунова заняла 4-е место на дистанции 100 метров брассом (1:05,90, 0,36 сек от третьего места), 4-е место на дистанции 200 метров брассом (2:20,88, 0,04 сек от третьего места) и 7-е место в комбинированной эстафете 4×100 метров.
На чемпионате России по плаванию в Казани 21 апреля 2023 года показала результат выше мирового рекорда на дистанции 200 метров брассом (2 минуты 17,55 секунды). Ранее мировой рекорд принадлежал Татьяне Скунмакер из ЮАР (2 минуты 18,95 секунды).
В 2023 году заявила, что желала перейти в фехтование.
В апреле 2024 года отказалась от участия в Олимпийских играх 2024 в Париже в нейтральном статусе из-за условий Международного олимпийского комитета.
26 июля 2024 года на Кубке России по плаванию преодолела дистанцию 100 метров брассом за 1 минуту 5,26 секунды, что на 0,02 секунды выше результата победительницы Олимпийских игр 2024 в Париже Татьяны Смит на этой же дистанции. Ранее в пресс-службе Всероссийской федерации плавания сообщили, что участники финала Кубка России по плаванию, которые повторят или превзойдут результат победителя Олимпиады в Париже в той же дисциплине, получат по 2 млн рублей призовых.
На чемпионате России в апреле 2025 года выиграла 4 золотых медали на дистанциях 50 м, 100 м и 200 м брассом и в комбинированной эстафете 4×100 метров.
В июне 2025 года в финале Кубка России по плаванию в Казани завоевала золото на дистанциях 50 м, 100 м и 200 м брассом.
На чемпионате мира 2025 года в Сингапуре заняла пятое место на дистанции 100 метров брассом (1:06.04). На дистанции 200 метров заняла второе место, уступив американке Кейт Дугласс.

## Награды
- «Спортсменка года», Национальная спортивная премия Министерства спорта РФ, 2023[14]